# Drzewolotka
Drzewolotka (Hylopetes) – rodzaj gryzoni z podrodziny wiewiórek (Sciurinae) w obrębie rodziny wiewiórkowatych (Sciuridae).

## Rozmieszczenie geograficzne
Rodzaj obejmuje gatunki występujące w Indiach, Nepalu, Chinach, Bhutanie, Mjanmie, Tajlandii, Laosie, Kambodży, Wietnamie, Malezji, na Filipinach i w Indonezji.

## Morfologia
Długość ciała (bez ogona) 110–330 mm, długość ogona 91,5–310 mm; masa ciała 38,8–534 g.

## Systematyka
Rodzaj zdefiniował w 1908 roku angielski zoolog Oldfield Thomas w artykule zatytułowanym Rodzaje i podrodzaje grupy Sciuropterus z opisami trzech nowych gatunków, opublikowanym w czasopiśmie „The Annals and magazine of natural history”. Gatunkiem typowym jest (oryginalne oznaczenie) drzewolotka rdzawolica (H. spadiceus).

### Etymologia
Hylopetes: gr. ὑλη hulē ‘teren lesisty, las’; πετης petēs ‘skrzydlaty, lotnik’, od πετομαι petomai ‘latać’.

### Podział systematyczny
Polatuchy z południowo-wschodniej Azji (Iomys, Hylopetes, Petaurillus i Petinomys) wydają się być wysoce parafiletyczne; konieczna jest rewizja taksonomiczna obejmująca wszystkie obecnie rozpoznawane gatunki w każdym z tych rodzajów. Do rodzaju należą następujące występujące współcześnie gatunki:
| Grafika | Gatunek             | Autor i rok opisu    | Nazwa zwyczajowa          | Podgatunki         | Rozmieszczenie geograficzne | Podstawowe wymiary                                  | Status IUCN |
| ------- | ------------------- | -------------------- | ------------------------- | ------------------ | --- | --------------------------------------------------- | ----------- |
|         | Hylopetes winstoni  | (Sody, 1949)         | drzewolotka sumatrzańska  | gatunek monotypowy | endemit Indonezji: północna Sumatra (Aceh); zakres wysokości: około 1200 m n.p.m. | DC: około 14,2 cm DO: około 14,3 cm MC: brak danych | DD          |
|         | Hylopetes nigripes  | (O. Thomas, 1893)    | drzewolotka czarnonoga    | 2 podgatunki       | endemit Filipin: Palawan i Bancalan; zakres wysokości: 0–100 m n.p.m. | DC: 25–33 cm DO: 25–31 cm MC: około 534 g           | NT          |
|         | Hylopetes spadiceus | (E. Blyth, 1847)     | drzewolotka rdzawolica    | 3 podgatunki       | południowo-wschodnia Mjanma, południowa Tajlandia do półwyspowej Malezji, północno-zachodniego i środkowego Laosu, zachodniej Kambodży, południowego Wietnamu, Sumatry, Borneo oraz Wysp Natuna; zakres wysokości: poniżej 1500 m n.p.m. | DC: 13,5–18,4 cm DO: 10,2–16,6 cm MC: 70–157 g      | LC          |
|         | Hylopetes sipora    | Chasen, 1940         | drzewolotka siporańska    | gatunek monotypowy | endemit Indonezji: Wyspy Mentawai (Sipura) na zachód od Sumatry | DC: około 14 cm DO: około 16 cm MC: około 89 g      | EN          |
|         | Hylopetes sagitta   | (Linnaeus, 1766)     | drzewolotka szarolica     | 2 podgatunki       | endemit Indonezji: Bangka (na północny-wschód od Sumatry) oraz Jawa | DC: 11,5–12,7 cm DO: 9,1–12,3 cm MC: 39–43 g        | DD          |
|         | Hylopetes platyurus | (Jentink, 1890)      | drzewolotka płaskoogonowa | gatunek monotypowy | Półwysep Malajski, północna Sumatra i północne Borneo | DC: 11–15,3 cm DO: 10–13,6 cm MC: 67–99 g           | DD          |
|         | Hylopetes bartelsi  | (Chasen, 1939)       | drzewolotka reliktowa     | gatunek monotypowy | endemit Indonezji: znany tylko z góry Pangrango w zachodniej Jawie | DC: 13,3–19,7 cm DO: 11,9–12 cm MC: brak danych     | DD          |
|         | Hylopetes electilis | (G.M. Allen, 1925)   |                           | gatunek monotypowy | endemit Chińskiej Republiki Ludowej: Hajnan | DC: około 17,2 cm DO: 15,9 cm MC: brak danych       | NE          |
|         | Hylopetes phayrei   | (E. Blyth, 1859)     | drzewolotka indochińska   | gatunek monotypowy | północno-wschodnie Indie (wschodni Nagaland i Manipur), południowo-wschodnia Chińska Republika Ludowa (Kuejczou, Kuangsi i Fujian), Mjanma, Tajlandia, Laos i Wietnam; zakres wysokości: 0–1500 m n.p.m.                                 | DC: 14,4–19,7 cm DO: 12,8–17,4 cm MC: 113–189 g     | LC          |
|         | Hylopetes alboniger | (B.H. Hodgson, 1836) | drzewolotka łaciata       | 3 podgatunki       | wschodni Nepal, północno-wschodnie Indie, Bhutan, południowa Chińska Republika Ludowa (na wschód do Zhejiang oraz Hajnan), Mjanma, północna Tajlandia, Laos, północno-wschodnia Kambodża i Wietnam; zakres wysokości: 1500–4500 m n.p.m. | DC: 17,5–25 cm DO: 18–23 cm MC: 236–270 g           | LC          |

Kategorie IUCN:  LC  – gatunek najmniejszej troski,  NT  – gatunek bliski zagrożenia,  EN  – gatunek zagrożony,  DD  – gatunki o nieokreślonym stopniu zagrożenia;  NE  – gatunki niepoddane jeszcze ocenie.
Opisano również gatunki wymarłe:
- Hylopetes bellus Giu Zhuding & Li Qiang, 2016[11] (Azja; miocen)
- Hylopetes yani Qiu Zhuding & Li Qiang, 2016[12] (Azja; pliocen)
- Hylopetes yuncuensis Qiu Zhuding, 2017[13] (Azja; pliocen).